# Tambakbayan
Tambakbayan is een bestuurslaag in het regentschap Ponorogo van de provincie Oost-Java, Indonesië. Tambakbayan telt 2756 inwoners (volkstelling 2010).